# Gerry Francis
Gerald Charles James „Gerry“ Francis (* 6. Dezember 1951 in Chiswick, London) ist ein ehemaliger englischer Fußballspieler und aktueller -trainer. Sein Name ist eng verbunden mit dem Londoner Klub Queens Park Rangers, für den er als Spieler und Trainer arbeitete. Er kam zudem zwischen 1974 und 1976 auf zwölf A-Länderspiele für England.

## Spielerlaufbahn
Francis schloss sich im Jahr 1969 den Queens Park Rangers an und noch vor der Unterzeichnung seines ersten Profivertrags bestritt für den damaligen Erstligisten am 29. März 1969 sein erstes Ligaspiel gegen den FC Liverpool – das Debüt endete mit einer 1:2-Heimniederlage und es folgte wenig später der Abstieg in die zweitklassige Second Division. Der junge Mittelfeldspieler, der eine hohe Passgenauigkeit demonstrierte und über eine gute Technik verfügte, wurde dessen ungeachtet schnell zum Publikumsliebling, der zudem torgefährlich war. An der Seite von Stan Bowles eroberte er sich schnell einen Stammplatz und nach dem Wiederaufstieg im Jahr 1973 stand er in der Saison 1975/76 im Zenit seiner aktiven sportlichen Laufbahn, als er „QPR“ als Kapitän zum Gewinn der Vizemeisterschaft führte. Während dieser Zeit kam Francis auch zu seinen zwölf Länderspielen für England, bei denen ihm insgesamt drei Tore gelangen – dazu zählten am 24. Mai 1975 gleich zwei Treffer gegen den Erzrivalen Schottland zum 5:1-Sieg.
In der Folgezeit litt Francis an einer Serie von Verletzungen und nach dem Abstieg der Rangers im Jahr 1979 heuerte er im Juli 1979 für eine Transferentschädigung von 450.000 Pfund bei dem von Terry Venables trainierten Crystal Palace an. Dort fand er jedoch seine gewohnte Form nicht wieder und so wechselte er kurze Zeit später für nur noch 150.000 Pfund zurück zu QPR. Im Februar 1982 ging es für genau dieselbe Summe weiter zu Coventry City, wo der durch Rückenschmerzen geplagte Francis langsam seine Karriere auslaufen ließ. Ab 1983 orientierte er sich mehr in den Trainerberuf und trat nur noch unterklassig als Spieler bei Exeter City, Cardiff City, Swansea City, dem FC Portsmouth und den Bristol Rovers in Erscheinung.

## Trainerkarriere
Die ersten Erfahrungen als Spielertrainer von Exeter City waren zwischen 1983 und 1984 im Tabellenkeller der Fourth Division von nur wenig Erfolg begleitet, aber bereits bei seiner ersten Vollzeittrainertätigkeit bei den Bristol Rovers ab 1987 gelang ihm mit dem Drittligisten im zweiten Jahr der Einzug in die Play-off-Spiele und 1990 über die Third-Division-Meisterschaft der Aufstieg in die zweite Liga. Der gerade einmal 38-jährige Francis wurde durch diesen Achtungserfolg als einer der besten Jungtrainer Englands gehandelt und Gerüchte über eine künftige Anstellung bei seinem Ex-Klub QPR erhielten stetige Nahrung.
Als im Jahr 1991 Don Howe bei den Rangers entlassen wurde, stand prompt Francis als Nachfolger bereit und bildete aus einem vielversprechenden Kader einen Erstligisten, der an die Erfolge aus den 1970ern anknüpfen konnte. Dabei hatte die Saison 1991/92 schleppend begonnen, aber nach dem ersten Sieg Ende September 1991 erarbeitete sich das Team unter Francis einen komfortablen elften Abschlusstabellenplatz. In den folgenden beiden Jahren etablierte Francis seine Elf in der oberen Tabellenhälfte und schwang sich mit Spielern wie dem Routinier Ray Wilkins und dem neuen Torjäger Les Ferdinand bis auf den fünften Abschlussrang im Jahr 1993 auf. Trotz dieser positiven sportlichen Entwicklung rumorte es hinter den Kulissen und als sich im Anschluss an einen schwachen Saisonstart die Gerüchte über eine bevorstehende Verpflichtung von Rodney Marsh als neuen Generaldirektor mehrten, kündigte der durch häufige Spielerverkäufe zusätzlich genervte Francis im November 1994 seine Anstellung bei QPR.
Er trat unmittelbar darauf die Nachfolge von Osvaldo Ardiles bei Tottenham Hotspur an und vermittelte dem offensiv ausgerichteten Team eine defensivere Einstellung. Die Ergebnisse waren zunächst positiv, aber die 1:4-Halbfinalniederlage gegen den FC Everton läutete den Wendepunkt ein. Nach Jürgen Klinsmann verkündeten Gheorghe Popescu und Nick Barmby ihren Abschied von den Spurs und so fiel die hochdekorierte Mannschaft auseinander. Der teure Wiederaufbauprozess mit Spielern wie Andy Sinton, Clive Wilson und Les Ferdinand – allesamt Ex-Spieler der Queens Park Rangers – misslang und neben den Abschlusstabellenplätzen im Mittelfeld galt die Spielweise mit langen Bällen in die Offensive als wenig kreativ. Auch der Versuch mit David Ginola ein wenig Kultur in das Aufbauspiel einzubringen, brachte nicht für die gewünschte Verbesserung. Als sich die Spurs im November 1997 nur knapp oberhalb der Abstiegsplätze aufhielten, reagierte Francis auf den zunehmenden Druck der Öffentlichkeit mit seinem Rücktritt.
Francis kehrte zu den Rangers als Trainer und sportlicher Direktor zurück und fand den Zweitligisten in einem anderen Zustand als zuvor wieder. QPR hatte sich in finanzielle Schwierigkeiten manövriert und sportlich sorgte sich der Verein um den Klassenerhalt. Mit der erneuten Verpflichtung von Francis verbanden die Anhänger die Hoffnung auf bessere Zeiten, aber in der Realität galt der Verbleib in der zweiten Liga als ambitioniert genug. In der Saison 1999/2000 hatte Francis ein Team aufgebaut, das sich in der Nähe der Play-off-Plätze aufhielt, woraufhin es aber steil bergab ging. In einer desaströsen Saison 2000/01 stürzten die Rangers auf den vorletzten Rang ab, mussten den Gang in die Drittklassigkeit antreten und meldeten Insolvenz an. Francis, der das sinkende Schiff bereits im Februar 2001 verlassen hatte, war maßgeblich für die Entwicklung mitverantwortlich und der erste Schritt zur wirtschaftlichen Neuausrichtung war die Entlassung von nicht weniger als 16 Spielern vor Beginn der anschließenden Saison 2001/02.
Kurze Zeit nach seinem „Rangers-Fiasko“ nahm Francis für einige Monate ein zweites Mal das Traineramt bei den Bristol Rovers wahr, bevor er einige Jahre aus dem Geschäft verschwand und nur noch gelegentlich als Experte in den Medien in Erscheinung trat. Erst sieben Jahre später kehrte er als Kotrainer zurück. Nachdem er zunächst im Oktober 2008 ein Angebot von Newcastle United abgelehnt hatte, schloss er sich als Assistent Stoke City an.